# وزارة الاستثمار والتعاون الدولي (تونس)
وزارة الاستثمار والتعاون الدولي (بالفرنسية: Ministère de l'Investissement et de la Coopération internationale)‏ هي وزارة تونسية تأسست في 2011 وألغيت في 2013 حين دمجت الوزارة مع وزارة التنمية الجهوية والتخطيط لإنشاء وزارة جديدة وهي وزارة التنمية والتعاون الدولي.

## قائمة الوزراء
| الوزير | الوزير      | الحزب | الحزب       | الحكومة             | تواريخ العهدة  | تواريخ العهدة |
| ------ | ----------- | ----- | ----------- | ------------------- | -------------- | ------------- |
|        | رياض بالطيب |       | حركة النهضة | حكومة حمادي الجبالي | 24 ديسمبر 2011 | 13 مارس 2013  |

## كتاب الدولة
- 24 ديسمبر 2011 - 13 مارس 2013: علية بالطيب.

## مقالات ذات صلة
- وزارة التنمية الجهوية والتخطيط (تونس)